# Innere Konversion
Als innere Konversion (engl. internal conversion, IC) wird in der Physik ein besonderer Fall der Radioaktivität bezeichnet. Er tritt bei Atomkernen in einem angeregten Zustand auf und ist neben dem Gammazerfall eine Möglichkeit, den angeregten Zustand zu verlassen. Allerdings wird kein Gammaquant emittiert, sondern ein Hüllenelektron, auf das die Energie übertragen wurde. Die Energie, die beim Übergang des Kerns in einen niedrigeren Anregungszustand frei wird, geht dabei durch direkte elektromagnetische Wechselwirkung auf ein Hüllenelektron (das „Konversionselektron“) über. Das Elektron verlässt das Atom mit der übertragenen Energie verringert um seine Bindungsenergie. Dadurch hat das Elektron je nach Schale, aus der es stammt, eine andere Energie.
Die betroffene Schale wird durch Aufrücken von Hüllenelektronen aus höheren Schalen wieder aufgefüllt. Die dabei freiwerdende Bindungsenergie wird entweder als charakteristische Röntgenstrahlung oder durch den Ausstoß von Augerelektronen abgegeben. In beiden Fällen verbleibt das Atom erst einmal als (einfach oder zweifach) positiv geladenes Ion.

## Art der Wechselwirkung
Es handelt sich bei der inneren Konversion nicht um einen zweistufigen Vorgang, bei dem der Kern zunächst ein Gammaquant abstrahlt und dieses anschließend durch Stoß die Energie an ein Hüllenelektron weitergibt. Das zeigt sich experimentell darin, dass Konversionselektronen auch bei Übergängen beobachtet werden, bei denen wegen der Drehimpulserhaltung Gamma-Emission nicht möglich („verboten“) ist. Beispiele sind die doppelt magischen Nuklide Sauerstoff-16 und Calcium-40, bei denen der erste angeregte Zustand ebenso wie der Grundzustand den Kernspin Null und positive Parität hat, so dass kein Gammaquant emittiert werden kann.

## Energiespektrum der Konversionselektronen
Die kinetische Energie Ee des emittierten Konversionselektrons ist die Differenz aus der vom Kern übertragenen Energie Eγ und der ursprünglichen Bindungsenergie EB,Schale des ausgestoßenen Hüllenelektrons entsprechend seiner Schale:
{\displaystyle E_{\mathrm {e} }=E_{\gamma }-E_{\mathrm {B,Schale} }}   mit Schale = K, L, M, …
Die Konversionselektronen zeigen somit, anders als Elektronen aus dem Betazerfall, ein Linienspektrum mit mehreren diskreten Linien. Je nachdem, ob das Elektron in der K-, L- usw. Schale gebunden war, spricht man von K-, L- usw. -Konversion.

### Beispiel:203Hg
Wie man aus dem Zerfallsschema rechts sieht, zerfällt 203Hg in zwei Stufen: Zuerst ein Beta-Zerfall in einen angeregten Kern, anschließend gibt der Kern seine verbleibende Energie normalerweise als Gamma-Quant ab. Der Beta-Zerfall erzeugt ein kontinuierliches Betaspektrum mit einer Maximalenergie von 214 keV und führt zu einem angeregten Zustand des Tochterkerns 203Tl. Dieser zerfällt in 2,8·10−10 s durch Emission eines Gammaquants von 279 keV zum Grundzustand des 203Tl.
{\displaystyle {\begin{array}{lllll}{}_{80}^{203}\mathrm {Hg} &\to &{}_{81}^{203}\mathrm {Tl} ^{*+}+\mathrm {e} ^{-}\mathrm {+} \ {\overline {\nu }}_{e}&,\ \Delta E=\mathrm {214\,keV} ,&\mathrm {(\beta ^{-})\ \ und} \\{}_{81}^{203}\mathrm {Tl} ^{*}&\to &{}_{81}^{203}\mathrm {Tl} ^{+}+\mathrm {e} ^{-}&,\ \Delta E=\mathrm {279\,keV} ,&\mathrm {(IC)\ \ oder} \\{}_{81}^{203}\mathrm {Tl} ^{*}&\to &{}_{81}^{203}\mathrm {Tl} \ \ +\gamma &,\ \Delta E=\mathrm {279\,keV} ,&\mathrm {(IT).} \\\end{array}}}
Das mit Hilfe eines magnetischen Spektrometers gemessene Elektronenspektrum ist rechts zu sehen. Es zeigt einerseits das kontinuierliche Betaspektrum, anderseits die K-, L- und M-Linien der inneren Konversion. Da die Bindungsenergie der K-Elektronen im 203Tl etwa 85 keV beträgt, liegt die K-Linie bei 279 keV – 85 keV = 194 keV; die L- und M-Linien liegen wegen der geringeren zu überwindenden Bindungsenergie bei 258 keV bzw. 270 keV . Wegen der begrenzten Energieauflösung des Spektrometers sind die L- und M-Linie nicht getrennt, sondern nur an der asymmetrischen Kurvenform des Peaks erkennbar.

## Zerfallswahrscheinlichkeit

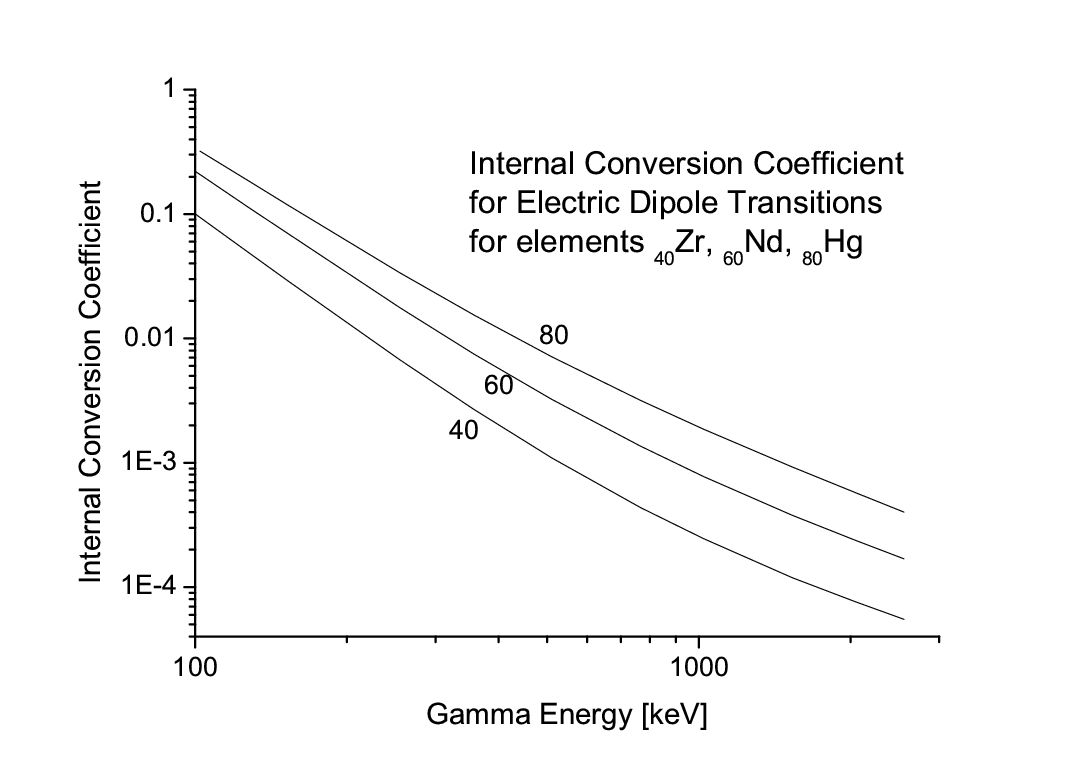
Konversionskoeffizienten für E_{0}-Übergänge für Z = 40, 60, and 80 nach den Tabellen von Sliv und Band, als Funktion der Übergangsenergie

Da die innere Konversion alternativ zur Gamma-Emission auftritt, ist die gesamte Zerfallswahrscheinlichkeit {\displaystyle \lambda } des anfänglichen Kernzustands pro Zeitspanne die Summe aus den beiden Einzelwahrscheinlichkeiten:
{\displaystyle \lambda =\lambda _{\gamma }+\lambda _{\mathrm {e} }}
Das Verhältnis {\displaystyle \lambda _{\mathrm {e} }/\lambda _{\gamma }} heißt Konversionskoeffizient. Wie das Bild zeigt, nimmt er mit steigender Kernladungszahl Z und abnehmender Energie zu.
Wie der Elektroneneinfang wird auch die innere Konversion im Allgemeinen als eine Art der Radioaktivität betrachtet. Jedoch hängt ihre Wahrscheinlichkeit neben den inneren Eigenschaften des angeregten Kerns auch von Verhältnissen der Hülle ab, nämlich der Aufenthaltswahrscheinlichkeit der Elektronen am Ort des Kerns. Die Halbwertszeit kann daher durch Änderung der chemischen Bindung des Atoms beeinflusst werden. Experimentell wurden Veränderungen bis zur Größenordnung Prozent beobachtet.